# Hazel Douglas
Hazel Douglas est une actrice britannique, née le 2 novembre 1923 à Londres en Angleterre et morte le 8 septembre 2016 dans la même ville.

## Filmographie

### Cinéma
- 1961 : The Night We Got the Bird : la demoiselle à lunettes
- 1993 : Closing Numbers : Mary
- 1995 : Le Manuel d'un jeune empoisonneur (The Young Poisoner's Handbook) de Benjamin Ross : Edna
- 1995 : Out of My Head : Phyllis
- 1997 : Face : Linda
- 2001 : The Parole Officer : la vieille femme dans la galerie
- 2005 : Asylum : Lilly
- 2007 : Cours toujours Dennis : la vieille femme
- 2010 : Harry Potter et les Reliques de la Mort : Bathilda Tourdesac
- 2011 : Albatross : Granny

### Télévision
- 1947 : Trilby : Angèle
- 1955 : Dry Rot : Beth Barton
- 1956-1959 : BBC Sunday-Night Theatre : plusieurs rôles (10 épisodes)
- 1961-1963 : BBC Sunday-Night Play : plusieurs rôles (3 épisodes)
- 1961-1971 : Brian Rix Presents... : plusieurs rôles (4 épisodes)
- 1962-1963 : Dial RIX : plusieurs rôles (5 épisodes)
- 1964-1967 : Dixon of Dock Green : Mme Lester et Alice Yardley (2 épisodes)
- 1965 : Coronation Street : Nancy (2 épisodes)
- 1974 : The Liverbirds : la femme dans le restaurant (1 épisode)
- 1975 : Within These Walls : Officier Raven (1 épisode)
- 1980 : Play for Today : l'infirmière de nuit (1 épisode)
- 1994-2005 : The Bill : Pearl Molenaar et autres personnages (6 épisodes)
- 1997-2007 : Casualty : Mme Simmons et Mme Minton (3 épisodes)
- 1998-1999 : Where the Heart Is : Nell (9 épisodes)
- 2000-2003 : At Home with the Braithwaites : Audrey Crowther (13 épisodes)
- 2003-2004 : Eyes Down : Kathline (15 épisodes)
- 2004 : La Pire Semaine de ma vie : Mamie Cook (6 épisodes)
- 2008 : The IT Crowd : Joan (1 épisode)
- 2011 : Psychoville : Mme Weddingham (1 épisode)
- 2011 : Doctors : Maureen Bright (2 épisodes)
- 2013 : Hercule Poirot : Mme Matcham (1 épisode)
- 2013 : Vicious : Mildred Bixby (1 épisode)
- 2014 : Suspects : Edna Locke (1 épisode)